# Římskokatolická farnost Černovice u Boskovic
Římskokatolická farnost Černovice u Boskovic je územní společenství římských katolíků v obci Černovice s farním kostelem Narození svatého Jana Křtitele. Farnost je součástí boskovického děkanství v rámci brněnské diecéze. Do farnosti patří obce Černovice, Hodonín a Tasovice.

## Historie farnosti
První písemná zmínka o farnosti pochází z roku 1286, kdy v listině olomouckého biskupa Bruna je uváděn jako svědek při sporu o církevní majetek v Šardicích mezi jinými osobami "Rudgerus, plabanus de Cernovicz", čili Rudger, farář v Černovicích. V osmnáctém století byl černovický kostel filiálním kostelem farnosti v Doubravníku. Zřídit v Černovicích znovu faru bylo rozhodnuto roku 1755. Zřizovací dekret se datuje 20. 4. 1758. Roku 1775 byl zbořen starý kostel a od základů postaven nový kostel.

## Duchovní správci
Od znovuzřízení samostatné fary v roce 1758 do začátku 21. století se v Černovicích vystřídalo 18 kněží. Od 1. listopadu 1992 do července 2014 byl administrátorem excurrendo R. D. Zdeněk Veith z farnosti Křetín. Od 1. srpna 2014 byl ustanoven administrátorem excurrendo R. D. PaedDr. Pavel Lazárek z farnosti Olešnice na Moravě. Toho od 1. srpna 2016 vystřídal R. D. Mgr. Tomáš Šíma.

## Bohoslužby
| Kostel                         | Místo     | Bohoslužba (den)            | Hodina                                                                                      | Poznámka     |
| ------------------------------ | --------- | --------------------------- | ------------------------------------------------------------------------------------------- | ------------ |
| Narození svatého Jana Křtitele | Černovice | neděle čtvrtek pátek sobota | 11.00 17.00 7.30 (první v měsíci, bohoslužba slova) 8.30 (první v měsíci, bohoslužba slova) | farní kostel |

## Aktivity ve farnosti
V letech 2012 a 2013 byla postupně opravena fara, pocházející z osmnáctého století i farní kostel. V případě fary šlo o celkovou rekonstrukci, z budovy zůstaly původní jen obvodové zdi. Na faře je nyní možné pořádat výstavy, přednášky, setkání spolků, může zde pochopitelně také bydlet kněz. Kostel dostal novou fasádu fasádu, byl vymalován jeho vnitřek a obnovena střešní krytina.
Ve farnosti se pravidelně pořádá tříkrálová sbírka. V roce 2015 se při ní vybralo 10 225 korun. V roce 2017 dosáhl výtěžek sbírky 11 721 korun.
Den vzájemných modliteb farností za bohoslovce a bohoslovců za farnosti brněnské diecéze i Adorační den připadá na 26. září.